# Leptopoecile
Leptopoecile Severtsov, 1873 è un genere di uccelli passeriformi della famiglia Aegithalidae.

## Etimologia
Il nome scientifico del genere, Leptopoecile, deriva dall'unione della parola greca λεπτος (leptos, "esile") con Poecile.

## Descrizione

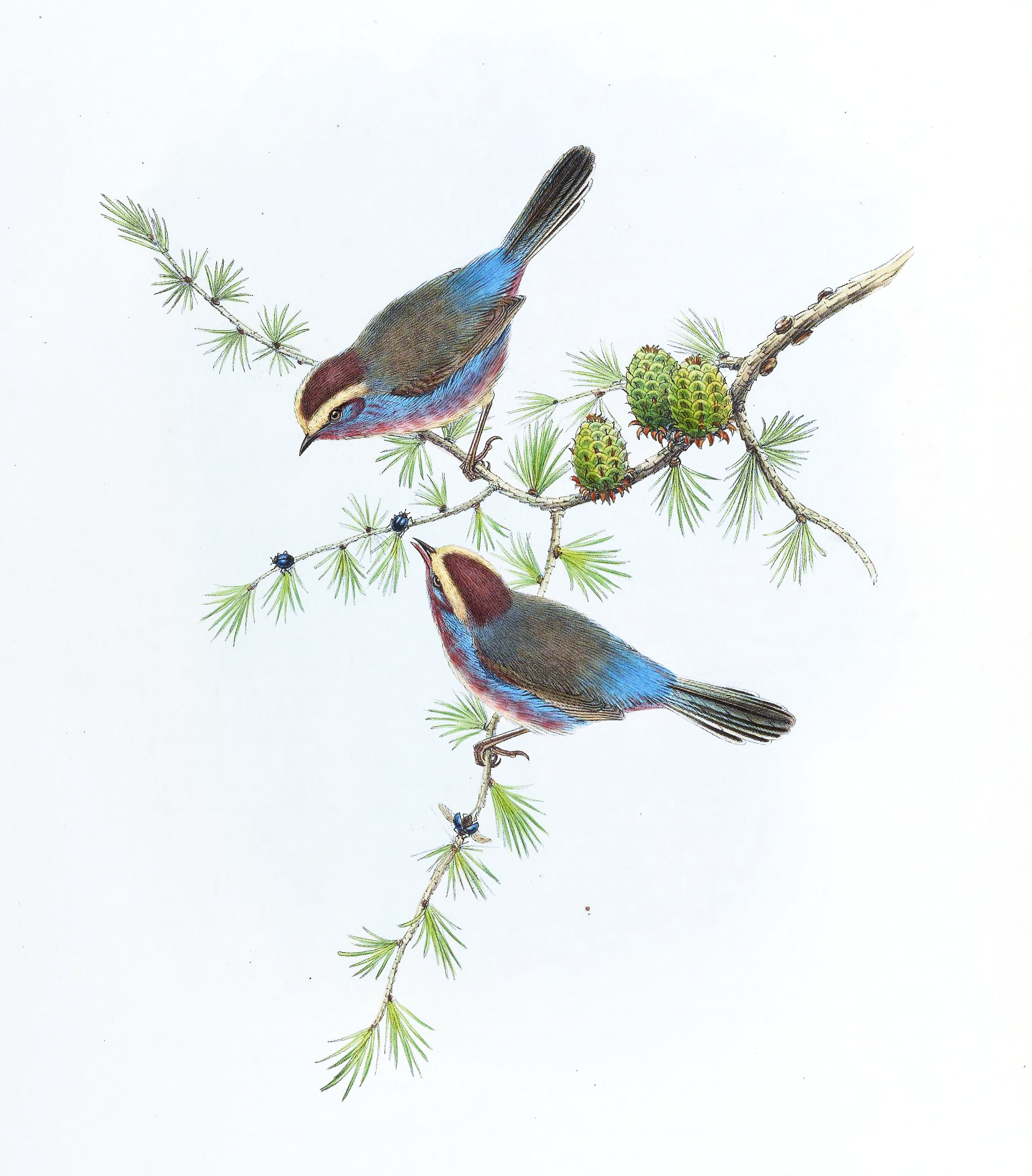
Illustrazione di L. sophiae a cura di Gould.

Si tratta di uccelletti di piccole dimensioni (8,5–10 cm) e dall'aspetto robusto e massiccio, con grossa testa appiattita che sembra incassata direttamente nel torso, corto becco sottile e conico, ali allungate e coda dall'estremità squadrata.
Il piumaggio di entrambe le specie mostra dimorfismo sessuale evidente, coi maschi dalla livrea dominata da tonalità pastello (rosa o viola su testa, gola e petto, azzurro su sottocoda e codione) che scuriscono dorsalmente nel nerastro e con calotta grigio-azzurrina, mentre le femmine sono brune anziché nere e grigie anziché rosa o viola.

## Biologia
Si tratta di uccelli diurni e solitari, che occupano la stessa nicchia ecologica dei regoli, cercando il nutrimento fra le foglie degli alberi: monogami, i sessi sembrano collaborare nella costruzione del nido e nell'allevamento della prole, mentre la cova è prerogativa esclusiva delle femmine.

## Distribuzione e habitat
Il genere ha distribuzione asiatica, con le due specie che abitano le foreste montane di conifere alle pendici dell'altopiano del Tibet.

## Tassonomia
Al genere vengono ascritte due specie:
Genere Leptopoecile
- Leptopoecile sophiae Severtsov, 1873 - silvicincia dai sopraccigli
- Leptopoecile elegans Przewalski, 1887 - silvicincia crestata

Le silvicince venivano in passate ascritte ai Paridae o ai Sylviidae, ma le analisi a livello genetico ne hanno dimostrata l'appartenenza a un clade basale in seno agli Aegithalidae.